# Kevin Tshiembe
Kevin N'goyi Tshiembe (født 31. marts 1997) er en fodboldspiller fra Danmark og DR Congo, der spiller for Vålerenga Fotball.

## Karriere

### Lyngby Boldklub
Kevin Tshiembe fik en toårig kontrakt med førsteholdet hos Lyngby BK d. 20 juni 2017. Han scorede selvmål i sin Superliga-debut for klubben den 11. februar 2018 mod Brøndby IF.

### Brøndby IF
Den 4. august 2021, skrev Tshiembe under på en fireårig kontrakt med Superligaen 2020-21 mestrene Brøndby IF.